# Murexsul skoglundae
Murexsul skoglundae is een slakkensoort uit de familie van de Muricidae. De wetenschappelijke naam van de soort is voor het eerst geldig gepubliceerd in 1993 door Myers, Hertz & D'Attilio.